# Eucera carinata
Eucera carinata är en biart som först beskrevs av Timberlake 1961.  Eucera carinata ingår i släktet långhornsbin, och familjen långtungebin. Inga underarter finns listade i Catalogue of Life.